# NGC 2665
NGC 2665 (другие обозначения — ESO 563-19, MCG -3-23-4, UGCA 144, IRAS08437-1907, PGC 24634) — спиральная галактика с перемычкой (SBa) в созвездии Гидры. Открыта Фрэнком Муллером в 1886 году.
В баре галактики наблюдается понижение металличности и рост возраста звёздного населения от центра к краям. Кроме того, в нём наблюдается эмиссия от областей H II. Галактика обладает внешним кольцом типа R'1, её тип в классификации де Вокулёра — (R′1)SAB(rs)a.
Этот объект входит в число перечисленных в оригинальной редакции «Нового общего каталога».